# Rối loạn phân ly ở trẻ em
Rối loạn phân ly ở trẻ em / rối loạn phân ly thời thơ ấu (childhood disintegrative disorder -  CDD), còn được gọi là hội chứng Heller và rối loạn tâm thần phân ly, là một tình trạng hiếm gặp đặc trưng bởi sự chậm phát triển hoặc sự đảo ngược nghiêm trọng và đột ngột về ngôn ngữ, chức năng xã hội và kỹ năng vận động. Các nhà nghiên cứu đã không thành công trong việc tìm ra nguyên nhân gây ra rối loạn này. CDD có một số điểm tương tự như tự kỷ và đôi khi được coi là một dạng chức năng thấp của nó. Vào tháng 5 năm 2013, thuật ngữ CDD, cùng với các loại tự kỷ khác, đã được hợp nhất thành một thuật ngữ chẩn đoán duy nhất gọi là "rối loạn phổ tự kỷ " theo hướng dẫn DSM-5 mới. Do đó, CDD hiện còn được gọi là " tự kỷ hồi quy ", vì thuật ngữ này hiện có thể đề cập đến bất kỳ loại rối loạn phổ tự kỷ nào liên quan đến hồi quy, bao gồm CDD.
CDD ban đầu được mô tả bởi nhà giáo dục Áo Theodor Heller (1869 – 1938) vào năm 1908, 35 năm trước khi Leo Kanner và Hans Asperger được mô tả bệnh tự kỷ. Heller trước đây đã sử dụng tên dementia Newbornilis cho hội chứng này.
Một giai đoạn rõ ràng của sự phát triển khá bình thường thường được ghi nhận trước khi hồi quy các kỹ năng hoặc một loạt các hồi quy trong các kỹ năng. Độ tuổi mà hồi quy này có thể xảy ra khác nhau, nhưng thường sau 3 năm phát triển bình thường. Hồi quy có thể rất ấn tượng đến nỗi đứa trẻ có thể nhận thức được nó, và ngay từ đầu nó có thể hỏi, bằng giọng nói, những gì đang xảy ra với chúng. Một số trẻ mô tả hoặc dường như phản ứng với ảo giác, nhưng triệu chứng rõ ràng nhất là các kỹ năng rõ ràng đạt được bị mất.
Nhiều trẻ em đã phần nào bị trì hoãn phát triển khi rối loạn trở nên rõ ràng, nhưng những chậm trễ này không phải lúc nào cũng rõ ràng ở trẻ nhỏ. Điều này đã được nhiều nhà văn mô tả là một điều kiện tàn khốc, ảnh hưởng đến cả gia đình và tương lai của cá nhân. Như trường hợp của tất cả các loại rối loạn phát triển lan tỏa, có nhiều tranh cãi về việc điều trị CDD thế nào cho đúng.

## Dấu hiệu và triệu chứng
CDD là một tình trạng hiếm gặp, chỉ có 1,7 trường hợp trên 100.000.
Một đứa trẻ bị ảnh hưởng với rối loạn phân ly thời thơ ấu cho thấy sự phát triển bình thường và nó có được "sự phát triển bình thường của giao tiếp bằng lời nói và phi ngôn ngữ phù hợp với lứa tuổi, các mối quan hệ xã hội, vận động, chơi và tự chăm sóc"    có thể so sánh với những đứa trẻ khác cùng tuổi. Tuy nhiên, trong độ tuổi từ 2 đến 10, các kỹ năng có được bị mất gần như hoàn toàn ở ít nhất hai trong sáu lĩnh vực chức năng sau:
- Kỹ năng ngôn ngữ biểu cảm (có thể tạo ra lời nói và truyền đạt một thông điệp)
- Kỹ năng ngôn ngữ tiếp thu (hiểu ngôn ngữ - nghe và hiểu những gì được truyền đạt)
- Kỹ năng xã hội và kỹ năng tự chăm sóc
- Kiểm soát ruột và bàng quang
- Kỹ năng chơi đùa
- Kỹ năng vận động